# Astrid Carlson
Astrid Linnea Carlson, född 16 maj 1914 i Stockholm, död där 17 maj 1992, var en svensk skådespelare. Hon var 1933–1937 gift med filmproducenten Lorens Marmstedt.

## Filmografi
- 1927 – Kvick som blixten
- 1932 – Söderkåkar
- 1932 – Svarta rosor
- 1932 – Landskamp
- 1932 – Hans livs match
- 1934 – Eva går ombord

### Fotnoter
1. ↑  ”Astrid Carlson på SFDb”. Svensk Filmdatabas. http://www.sfi.se/sv/svensk-filmdatabas/Item/?type=PERSON&itemid=58981. Läst 2 januari 2013.